# Andreas Pfützner
Andreas Peter Pfützner (døbt 26. oktober 1741 i København – 1. december 1793 sammesteds) var en dansk tømrermester og bygmester.
Hans forældre var tømrermester Johan Andreas Pfützner og Elisabeth Pedersdatter Gørp. Pfützner blev udlært hos faderen, tog borgerskab som tømrermester 1765 og videreførte ved faderens død dennes tømrervirksomhed. Han blev udnævnt til hoftømrermester 1765, var oldermand i Københavns Tømrerlaug 1776-83 og kaptajn i brandkorpset (1787). 
Hans indsats som arkitekt er svær at dokumentere. Den eneste eksisterende bygning, han kan sættes i forbindelse med, nemlig hans eget hus i Amaliegade 8 fra 1785, hæver sig arkitektonisk betydeligt over det meste af samtidens byggeri. Facaden er blevet til under påvirkning fra Nicolas-Henri Jardin, og Georg Erdman Rosenberg har derfor været foreslået som husets egentlige arkitekt. Men som kompetent hoftømrermester kan Pfützner selv sagtens have optrådt som arkitekt. I 1779 førte Pfützner en retssag mod juveler Fistaine (antagelig Jean-François Fistaine). om honorar for et ikke benyttet projekt (fra 1770 og 1773), hvilket dokumenterer, at tømrermesteren var i stand til at tegne et projekt til et byhus.
Han blev gift 1. gang med en ukendt dame, 2. gang med Martha Catharina Conradi (døbt 10. november 1746, død en gang efter 1. december 1793), muligvis datter af Johan Christian Conradi.
Han er begravet på Garnisons Kirkegård.